# Lachdenpochskij rajon
Il Lachdenpochskij rajon (in russo Лахденпохский район?) è un rajon della Repubblica di Carelia, nella Russia europea. Istituito nel 1940, il suo capoluogo è Lachdenpoch'ja.